# TD Bank International Cycling Championship 2012
La 28º edición de la competición ciclista Philadelphia International, este año nuevamente denominado TD Bank International Cycling Championship, se disputó el domingo 3 de junio de 2012.
El recorrido fue de tres circuitos urbanos dentro de Filadelfia. Primero se realizaron tres vueltas a un circuito de 2,5 km; luego siete vueltas a uno de 23,6 km para finalizar en uno de 5,4 km al que se le dieron cinco vueltas. La distancia total en esta edición fue recortada. De los tradicionales 250 km con que contaba,  en 2012 la carrera fue de 200 km.
El único premio especial de la prueba, fue el Premio de la montaña. El mismo se desarrolló en cada pasaje por el Manayunk Wall durante el recorrido del circuito mayor. 
La prueba perteneció al UCI America Tour de los Circuitos Continentales UCI, dentro de la máxima categoría: 1.HC, otorgando puntos para dicho campeonato y fue la 21.ª carrera de dicha competición.
Venció el ruso Alexander Serebryakov del equipo Team Type 1-Sanofi, seguido de su compañero Aldo Ino Ilešič y en tercer lugar llegó Fred Rodríguez del Team Exergy. La clasificación de la montaña también fue para un hombre del Type 1-Sanofi, Kiel Reijnen

## Equipos participantes
Participaron 17 equipos, siendo cuatro de categoría Profesional Continental, 12 de categoría Continental y la Selección de Dinamarca. Las escuadras estuvieron integradas por ocho ciclistas, excepto Champion System, SpiderTech-C10, BMC-Hincapie Sportswear y Wonderful Pistachios que lo hicieron con siete y la selección danesa que lo hizo con seis.
| Equipos                             | Categoría               |
| ----------------------------------- | ----------------------- |
| Champion System Pro Cycling Team    | Profesional Continental |
| SpiderTech-C10                      | Profesional Continental |
| Team Type 1-Sanofi                  | Profesional Continental |
| UnitedHealthcare                    | Profesional Continental |
| Bissell Cycling                     | Continental             |
| BMC-Hincapie Sportswear Development | Continental             |
| Competitive Cyclist Racing Team     | Continental             |
| Ekoi.com-Gaspesien                  | Continental             |
| Jamis-Sutter Home                   | Continental             |
| Jelly Belly Cycling                 | Continental             |
| Kenda-5-Hour Energy                 | Continental             |
| Optum-Kelly Benefit Strategies      | Continental             |
| Team CykelCity                      | Continental             |
| Team Exergy                         | Continental             |
| Team Mountain Khakis-SmartStop      | Continental             |
| Wonderful Pistachios                | Continental             |
| Selección de Dinamarca              |                         |

## Desarrollo
A pesar de una serie de ataques durante la primera parte de la carrera, nada significativo pasó hasta que un gran grupo se separó del pelotón en la tercera vuelta de las siete que contó el circuito mayor. Esta fuga de unos 30 corredores tuvieron una ventaja de 40 segundos sobre el pelotón en el final de la vuelta. La cabeza de carrera contaba con corredores de 12 de los 17 equipos, incluyendo seis del Optum-Kelly Benefit Strategies. Después de estirar la ventaja a un minuto, la persecución del pelotón redujo la diferencia a sólo 19 segundos al final de la cuarta vuelta. En los cuatro primeros ascensos al Manayunk Wall, Kiel Reijnen del Team Type 1-Sanofi basó su victoria en el premio de la montaña, obteniendo puntos en esos cuatro pasajes. Luego de ser tomados, en el quinto pasaje por el premio de la montaña una nueva fuga más pequeña se formó. Cinco ciclistas salieron al ataque, incluyendo a Thomas Rabou (Competitive Cyclist), Andrés Díaz Corrales (Team Exergy), Clinton Avery (Champion System), Scott Zwizanski (Optum-Kelly Benefit Strategies) y Bobby Lea (Team CykelCity). En la penúltima vuelta del circuito mayor la ventaja superó los tres minutos, pero en cada uno de los dos últimos ascensos al Manayunk Wall la fuga perdió primero a Lea y después a Zwizanski. Entraron a las cinco vueltas del circuito final Rabou, Avery y Díaz con una ventaja de 2:10 sobre el pelotón, pero la persecución encabezada principalmente por el Team Type 1-Sanofi y en última instancia, por el UnitedHealthcare dio caza a los fugados a dos kilómetros de la meta.
En el sprint final se destacaron los hombres del Team Type 1-Sanofi, ocupando tres de los cuatro primeros lugares. Serebryakov venció en el sprint seguido de su compañero Aldo Ino Ilešič siendo tercero Fred Rodríguez.

## Clasificación final
| Posición | Ciclista              | Equipo                         | Tiempo          | Puntos UCI |
| -------- | --------------------- | ------------------------------ | --------------- | ---------- |
| 1º       | Alexander Serebryakov | Team Type 1-Sanofi             | 4 h 32 min 06 s | 100        |
| 2º       | Aldo Ino Ilešič       | Team Type 1-Sanofi             | m.t.            | 70         |
| 3º       | Fred Rodríguez        | Team Exergy                    | m.t.            | 40         |
| 4º       | Daniele Colli         | Team Type 1-Sanofi             | m.t.            | 30         |
| 5º       | John Murphy           | Kenda-5-Hour Energy            | m.t.            | 25         |
| 6º       | Alex Candelario       | Optum-Kelly Benefit Strategies | m.t.            | 20         |
| 7º       | Fernando Antogna      | Jamis-Sutter Home              | m.t.            | 15         |
| 8º       | Robert Förster        | UnitedHealthcare               | m.t.            | 10         |
| 9º       | Aaron Kemps           | Champion System                | m.t.            | 9          |
| 10º      | Luca Damiani          | Kenda-5-Hour Energy            | m.t.            | 8          |

| Posiciones desde el 11.º hasta el 15.º | Posiciones desde el 11.º hasta el 15.º | Posiciones desde el 11.º hasta el 15.º | Posiciones desde el 11.º hasta el 15.º | Posiciones desde el 11.º hasta el 15.º | Posiciones desde el 11.º hasta el 15.º |
| Posición                               | Ciclista                               | Equipo                                 | Tiempo                                 | Puntos UCI                             |                                        |
| -------------------------------------- | -------------------------------------- | -------------------------------------- | -------------------------------------- | -------------------------------------- | -------------------------------------- |
| 11º                                    | Frank Pipp                             | Bissell Cycling                        | m.t.                                   | 7                                      |                                        |
| 12º                                    | Andy Jacques-Maynes                    | Kenda-5-Hour Energy                    | m.t.                                   | 6                                      |                                        |
| 13º                                    | Eric Young                             | Bissell Cycling                        | m.t.                                   | 5                                      |                                        |
| 14º                                    | Matthias Friedemann                    | Champion System                        | m.t.                                   | 4                                      |                                        |
| 15º                                    | Muhamad Adiq Othman                    | Champion System                        | m.t.                                   | 3                                      |                                        |

- Nota: m.t. Mismo tiempo